# Zhourivka
Zgourovka
Zhourivka (ukrainien : Згýрівка) ou Zgourovka (russe : Згýровка) est une commune urbaine de l'oblast de Kiev, en Ukraine. Elle compte 4 919 habitants en 2021.